# Heiße Ecke – Das St. Pauli Musical
Heiße Ecke – Das St. Pauli Musical (kurz Heiße Ecke) ist ein Musical, welches seit 2003 im Schmidts Tivoli auf der Hamburger Reeperbahn aufgeführt wird.

## Handlung
Ganz St. Pauli trifft sich am Imbiss „Heiße Ecke“: Die Pinneberger Jungs Mikie, Frankie und Pitter, das Liebespaar Straube, der Hehler Henning, Hannelore von der Nachtschicht oder die Huren Nadja, Sylvie und Martina. Die „Heiße Ecke“ ist somit ein Treffpunkt für Menschen unterschiedlicher Herkunft, Interessen und Vorlieben. Es entsteht am Imbiss die große Liebe oder Intrige. In 21 Songs wird das bunte Leben auf der Reeperbahn in einem Zeitfenster von 24 Stunden präsentiert.

## Titelliste

### Aktuelle Titel
| Erster Akt: | Zweiter Akt: |
| --- | --- |
| 1. Reeperbahn 2. Könige der Nacht 3. Die Sterne stehen gut 4. Günther will noch eine Wurst 5. Nie wieder ti amo 6. St. Pauli saugt mich aus 7. Komm Baby 8. Die Liebe ist ein Geheimnis 9. Gib mir noch Zeit 10. Morgen | 1. Ankerplatz St. Pauli 2. Taxiprinz 3. Deine ersten Fritten 4. Irgendwann 5. Eintritt frei 6. Der Engel von St. Pauli 7. Mama halt doch mal das Maul 8. Wie sieht die Zukunft aus 9. Reeperbahn (Finale) |

Zusätzlich werden teils andere bekannte Lieder verwendet, die aber nicht in der offiziellen Titelliste sowie auf den Cast-Alben auftauchen.

### Änderungen in der Titelliste
Das Lied "Ankerplatz St. Pauli" wurde ursprünglich von Martin Lingnau und Heiko Wohlgemut für die Weihnachtsversion der Heißen Ecke geschrieben, die 2020 prämieren sollte. Aufgrund der Corona-Pandemie wurde sie erstmals 2022 gezeigt. Die Weihnachtsversion enthielt neben diesem neuen Lied auch einige Weihnachtslieder sowie bekannte Lieder der Heißen Ecke, die teilweise umgetextet wurden. Für die Weihnachtsversion wurde auch die Story des Musicals geändert.
Zum Anlass des 20-jährigen Jubiläum der Heißen Ecke im September 2023 wurde im Laufe des Jahres 2023 "Ankerplatz St. Pauli" regulär mit in die Show aufgenommen und die Titelliste überarbeitet.
Hierbei entfielen die Titel "Chicks on Speed" (zwischen "Nie wieder ti amo" und "St. Pauli saugt mich aus"), sowie "Für immer und ewig" (zwischen "Irgendwann" und "Eintritt frei").

### Cast-Album
Im Februar 2004 wurde ein Castalbum mit den Liedern der heißen Ecke veröffentlicht. Es handelt sich um eine Studioaufnahme. Zu hören ist die Premierenbesetzung aus dem Jahr 2003. Der Verkauf der CD erfolgt gemeinnützig, alle Beteiligten verzichten auf Gewinne an der CD. Die Einnahmen gehen zugunsten der Organisation "Hamburg Leuchtfeuer".
Zur Veröffentlichung der Weihnachtsversion mit dem Lied "Ankerplatz St. Pauli" wurde dieses Lied Ende November 2022 als Single veröffentlicht.
Zum Anlass des 20-jährigen Jubiläums der Heißen Ecke wurde zur Jubiläumsfeierlichkeit am 16. September 2023 ein neues, überarbeitetes Castalbum veröffentlicht. Es handelt sich hierbei um eine Liveaufnahme der Cast der Saison 2023 aus dem Schmidts Tivoli mit Publikum. Erstmals ist auf diesem Album auch die Applausmusik enthalten. Zusätzlich ist als Bonus auch das Lied "Für immer und ewig" enthalten, obwohl es nicht mehr regulärer Teil der Show ist.

## Darsteller

### Premierenbesetzung
- Kathi Damerow
- Yvonne Disqué
- Susanne Hayo
- Charlotte Heinke
- Carolin Spieß
- Götz Fuhrmann
- Bernhard Hoffmann
- Jerry Marwig
- Markus Richter

### Aktuelle Besetzung
- Robin Brosch

- Kathi Damerow
- Jasmin Filoh
- Kristin Hölck
- Jogi Kaiser
- Stefan Leonard
- Maik Lohse
- Kristian Lucas
- Anja Majeski
- Janne Marie Peters
- Laura Pfister
- Karim Plett
- Evangelos Sargantzo
- Stefanie Schwendy
- Florian Sigmund
- Petra Staginus
- Patrick Adrian Stamme
- Katrin Taylor
- Tiziana Turano
- Mareile Woche
- Heiko Wohlgemuth
- Benjamin Zobrys

(Stand: 2024)

## Hintergrund
Die Regie führt der Theaterbesitzer des Schmidt-Theaters und ehemalige FC-St.-Pauli-Vereinspräsident Corny Littmann. Seit der Premiere 2003 sahen über 2,8 Millionen Menschen das Stück.
Die je neun Darsteller pro Aufführung schlüpfen während der Show in über 50 verschiedene Rollen.
Das Musical orientiert sich lose am inzwischen abgerissenen Imbiss "Heiße Ecke" in Hamburg auf der Reeperbahn. Es stellt hierbei 24 Stunden am Imbiss "Heiße Ecke" dar und stellt im Laufe der Show alle Figuren vor, die einem in Hamburg auf der Reeperbahn über den Weg laufen können. Es kann somit als Metapher für das echte Leben der Menschen auf der Reeperbahn angesehen werden.

## Kritiken
„.. gut ist sie, großartig sogar. So witzig, dass man Tränen lacht. So kitschig, dass man Tränen weint. Charmant und sexy, lasziv und ehrlich, aus der Gosse und über sie. Perfekte Besetzung, eingängige Songs, ordinäre Sprüche, die Bühne ein Hingucker“

„Die Theatermacher von St. Pauli [haben] ihre eigene Liebeserklärung an St. Pauli geschaffen.“

## Spielorte

### Schmidt's Tivoli
Das Musical "Heiße Ecke" feierte seine Premiere 2003 im Schmidt's Tivoli Theater in Hamburg an der Reeperbahn. Ursprünglich nur für eine Spielzeit geplant, erfuhr es ungeahnten Erfolg, wodurch es weiterhin auf dem Spielplan blieb. Anfang 2023 feierte es seine 5.000 Aufführung, im September 2023 folgte das 20-jährige Jubiläum.
Zu dessen Anlass wurde eine Jubiläumsfeier mit prominenten Gästen abgehalten. Zudem erfuhr das Stück im Laufe des Jahres 2023 zum Anlass des bevorstehenden Jubiläums eine Überarbeitung (Nähere Informationen im Abschnitt "Titelliste").

### Andere Spielorte

#### Freilichtbühnen
Eine Inszenierung für Freilichtbühnen wurde von 2008 bis 2018 auf der Waldbühne Kloster Oesede in Georgsmarienhütte aufgeführt. 2017 stand es hier zum zehnten und letzten Mal auf dem Programm. Bei den Freilichtspielen Bad Bentheim stand das Stück in den Jahren 2013 und 2014 auf dem Programm. Die Freilichtbühne Twiste brachte das Reeperbahnmusical im Jahr 2016 und 2017 auf die Bühne. Die Freilichtbühnen Herdringen im Sauerland und Barsinghausen (bei Hannover) zeigten das Stück im Jahr 2016; von der Goethe-Freilichtbühne Porta Westfalica wurde es 2018 aufgeführt. In der Saison 2022 wurde das Stück auf der Freilichtbühne Lohne, auf der Freilichtbühne in Hallenberg und beim Erbacher Theatersommer präsentiert.

#### Bühnen in Gebäuden
Das Stück wurde in der Saison 2007 von den Uckermärkische Bühnen Schwedt aufgeführt. Premiere war am 19. Oktober 2007.
Die Musical AG Wesselburen führte im Jahr 2014 eine Version des Musicals auf.
Im Stuttgarter Theater der Altstadt lief ab dem 9. Dezember 2016 unter der Regie von Susanne Heydenreich eine weitere Inszenierung.